# 第3屆香港電影金像獎
第3屆香港電影金像獎（英語：3rd Annual Hong Kong Film Awards）由星島報業有限公司與電影雙周刊聯合主辦，於1984年8月4日下午在九龙尖沙咀香港麗晶酒店大禮堂舉行，香港無綫電視翡翠台于当天晚上八时三十分播映。

## 评选机制
本届金像奖执委会成员为俞琤、林旭华、施求一、苏施黄、陈柏生、劳锦嫦。评选分两轮进行，初选由48名知名影评人投票，选出提名影片及人选，复选工作由电影界专业人士组成的27人评选团担任。有关音乐及电影歌曲之评判由香港各大唱片公司及电台代表负责。

## 提名及獲獎名單

### 十大華語片
1. 《半邊人》
2. 《垂帘听政》
3. 《蜀山》
4. 《表错七日情》
5. 《打擂台》
6. 《生死決》
7. 《男与女》
8. 《人嚇人》
9. 《奇谋妙计五福星》
10. 《花城》

### 十大外語片
1. 《E.T.外星人》
2. / 《闪灵》
3. / 《甘地传》
4. / 《银翼杀手》
5. 《杜丝先生》
6. 《蘇菲的抉擇》
7. 《梦中情人（英语：One from the Heart）》
8. 《勁舞》
9. 《軍官與紳士》
10. 《戰爭遊戲》

## 獎項統計
| 數目 | 電影名稱                               |
| 獲獎 |                                        |
| 3    | 半邊人                                 |
| 2    | 表錯七日情、搭錯車、垂簾聽政、花城     |
| 1    | 奇謀妙計五福星                         |
| 提名 |                                        |
| 9    | 半邊人                                 |
| 8    | 垂簾聽政                               |
| 7    | 打擂台                                 |
| 5    | 蜀山、人嚇人、我愛夜來香               |
| 3    | 表錯七日情、男與女、花城               |
| 2    | 奇謀妙計五福星、生死決、搭錯車         |
| 1    | 暗渠、波牛、最佳拍檔大顯神通、星際鈍胎 |

### 金像獎電影
| 電影           | 金像獎                       |
| -------------- | ---------------------------- |
| 半邊人         | 最佳電影、最佳導演、最佳剪接 |
| 表錯七日情     | 最佳編劇、最佳女主角         |
| 垂簾聽政       | 最佳男主角、最佳美術指導     |
| 花城           | 最佳新演員、最佳攝影         |
| 奇謀妙計五福星 | 最佳動作指導                 |
| 搭錯車         | 最佳電影音樂、最佳電影歌曲   |

## 媒体播放
- 录播：香港无线电视翡翠台（当晚8:30播出）

## 争议
- 本届颁奖礼表演环节只有苏芮演唱得奖歌曲《酒干倘賣無》，被指娱乐性不足[3]。
- 在无线电视拥有多年幕前演出经验的郑裕玲角逐并最终获得“最佳新人奖”，被指不公平，随后“最佳新人奖”的提名资格重新作了修订。

## 外部連結
- 第三屆香港電影金像獎得獎名單新版 （页面存档备份，存于）
- 第三屆香港電影金像獎得獎名單舊版 （页面存档备份，存于）